# أولاد بنهدي (الرياحات)
أولاد بنهدي هو دُوَّار يقع بجماعة لخوالقة، إقليم اليوسفية، جهة مراكش آسفي في المملكة المغربية. ينتمي الدوّار لمشيخة الرياحات التي تضم 19 دوار. يقدر عدد سكانه بـ 162 نسمة حسب الإحصاء الرسمي للسكان والسكنى لسنة 2004.

## روابط خارجية
- البوابة الوطنية للجماعات الترابية
- المندوبية السامية للتخطيط